# Melaleuca ctenoides
Melaleuca ctenoides är en myrtenväxtart som beskrevs av F.C.Quinn. Melaleuca ctenoides ingår i släktet Melaleuca och familjen myrtenväxter. Inga underarter finns listade i Catalogue of Life.